# Quimper
Quimper [kɛ̃pɛʁ], bretonisch Kemper, ist die Hauptstadt der historischen Landschaft Cornouaille in der Bretagne und Sitz der Präfektur des Départements Finistère im Nordwesten Frankreichs. Die Stadt hat 64.530 Einwohner (Stand 1. Januar 2022), die französisch quimpérois und bretonisch kemperiz genannt werden.
Ihr ursprünglicher bretonischer Name Kemper bedeutet „Zusammenfluss“, da sie an den Einmündungen des Jet, des Steïr und des Frout in den Fluss Odet errichtet wurde. Nach ihrem ersten Bischof, Saint Corentin, hieß die Stadt bis ins 18. Jahrhundert Quimper-Corentin (bret. Kemper-Kaorentin). Im Zuge der Französischen Revolution vorübergehend in Montagne-sur-Odet umbenannt, heißt sie heute einfach nur Quimper.
Die Stadt ist berühmt für ihre Porzellan-Manufaktur. In ihren Werkstätten werden seit vier Jahrhunderten Fayencen nach alter Tradition vollständig per Hand geformt und verziert. 
Die deutsche Partnerstadt Quimpers ist seit 1971 das nordrhein-westfälische Remscheid.

## Geschichte

### Wappen
Blasonierung: Unter Hermelinschildhaupt in Blau ein silberner, golden bewehrter, schreitender Widder.

### Spanische Bürgerkriegsflüchtlinge in Quimper
Die städtische Seite über die Geschichte von Quimper erwähnt die Ankunft vieler spanischer Bürgerkriegsflüchtlinge im Jahr 1938. Andere Quellen zeigen aber, dass bereits 1937 spanische Flüchtlinge ins Finistère kamen. Im Mai 1937 wurden fast 4.500 spanische Kinder, sogenannte Niños de la Guerra, und ihre Betreuer von Santurtzi aus per Schiff nach Frankreich und England evakuiert. Von denen, die in Frankreich an Land gingen, kamen am 8. Mai 1937 mit einem Zug 446 Kinder im Alter von 3 bis 13 sowie etwa 20 erwachsene Begleitpersonen in Quimper an. Quimper war für diese vorwiegend aus dem Baskenland und Asturien evakuierten Kinder ein Aufnahmezentrum neben Vannes, Pontivy, Port-Louis und Telgruc-sur-Mer. Dauerhafter Unterkunftsort aber blieb Quimper zunächst nicht. Es gibt aber Hinweise darauf, dass in einer Schulkantine in der Rue Réguaires im Juli/August 1937 etwa 40 bis 50 Personen untergebracht waren und in der Rue de Douarnenez ein umgebauter Bankettsaal 28 spanische Flüchtlinge beherbergte. Ein Dokument aus dem September 1937 trägt die Überschrift „Colonie de Quimper“ und enthält die Namen von 29 Personen, durchweg Frauen oder Kinder.
Über das weitere Schicksal dieser relativ früh in Quimper angekommenen spanischen Flüchtlinge liegen keine Informationen vor. Der große Zuzug hierher als Folge der Retirada setzte dann zu Beginn des Jahres 1939 ein. Am 8. Februar 1939 kam ein Konvoi mit 695 spanischen Flüchtlingen am Bahnhof Quimper an. Die Hälfte von ihnen verblieb in Quimper, die übrigen wurden im Finistère verteilt, wo sich zu diesem Zeitpunkt rund 4.000 spanische Flüchtlinge aufhielten. Es gab auch ein Hilfskomitee zur Unterstützung in der Stadt, das vom Bürgermeister eine bessere Koordinierung der Solidaritätsaktionen forderte, doch über die Unterkünfte der Flüchtlinge und ihre Versorgung gibt es bislang keine Hinweise. Hinweise auf andernorts errichtete Internierungslager für Spanienflüchtlinge liegen nicht vor; einzig das alte Postamt von Quimper soll als Quarantänestation für Personen genutzt worden sein, die Quimper in einem geschwächten Zustand erreichten.

### Camp de Lanniron/Frontstalag 135
Die offizielle Chronologie der Stadt Quimper erwähnt die spanischen Flüchtlinge in der Stadt vor und nach 1938 nicht. Sie thematisiert stattdessen Ereignisse, die bereits Folge des Ausbruchs des Zweiten Weltkriegs waren:
- 1.200 Menschen, die im Zuge des Westfeldzuges vor der vorrückenden deutschen Wehrmacht aus Nord- und Ostfrankreich flohen, finden Zuflucht in Quimper.
- 1.500 aus Quimper stammende Soldaten der französischen Armee werden von den Deutschen gefangen genommen.[2]

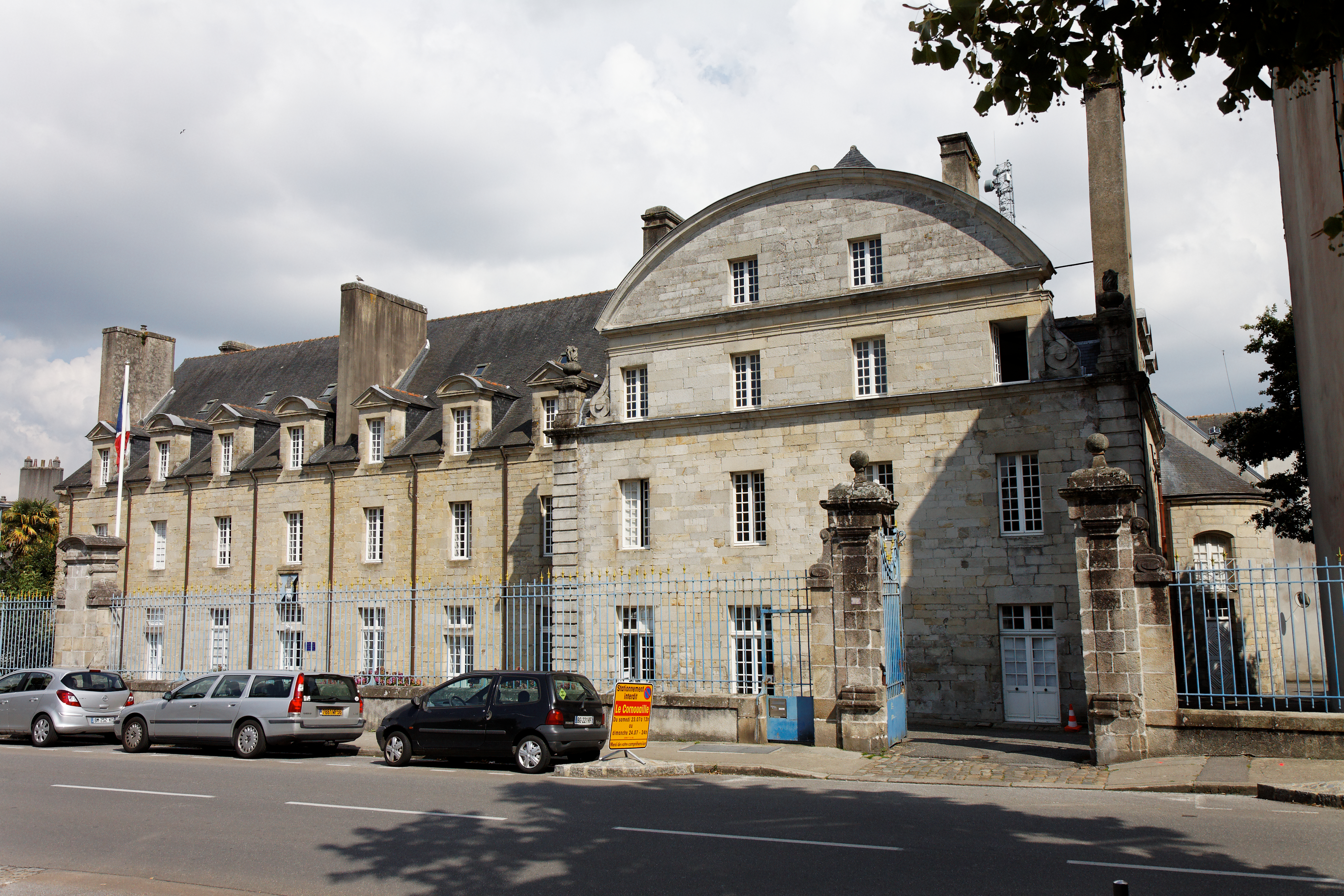
Die Caserne La Tour d'Auvergne, ein ehemaliges Konventsgebäude für Damen im Ruhestand, heute Sitz der Gendarmerie Nationale - Groupement de gendarmerie départementale du Finistère und ein Monument historique

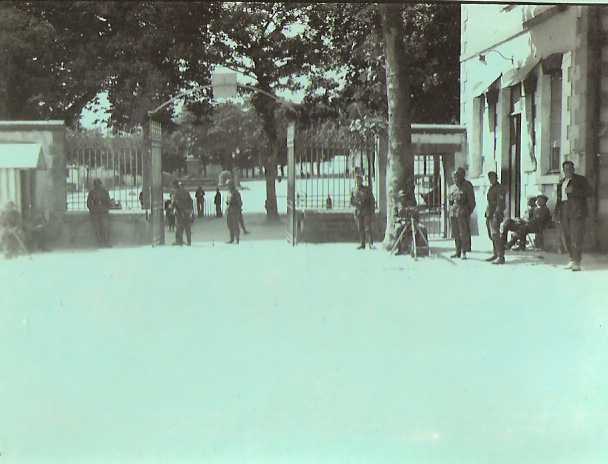
Eingang zum Gefangenenlager in der Caserne La Tour d'Auvergne

Am 20. Juni 1940 wurde Quimper von deutschen Truppen besetzt, und die in der Stadt befindlichen französischen Soldaten erhielten am 25. Juni von den deutschen Militärbehörden den Befehl, sich in die „Caserne La Tour d'Auvergne“ zu begeben. In der offiziellen Geschichtsschreibung der Stadt markiert dieses Datum die Anfänge des in Quimper gegründeten Frontstalags 135.
Die in der Mitte der Stadt gelegene Kaserne (Lage) war ursprünglich für weniger als 3.000 Männer geplant worden, musste nun aber bis zu 6.000 Gefangene aufnehmen. Die Überwachung war schwierig, mehrere Fluchtversuche erfolgreich. Die Besatzungsbehörden beschlossen deshalb im September 1940, ein neues Gefangenenlager zu errichten.

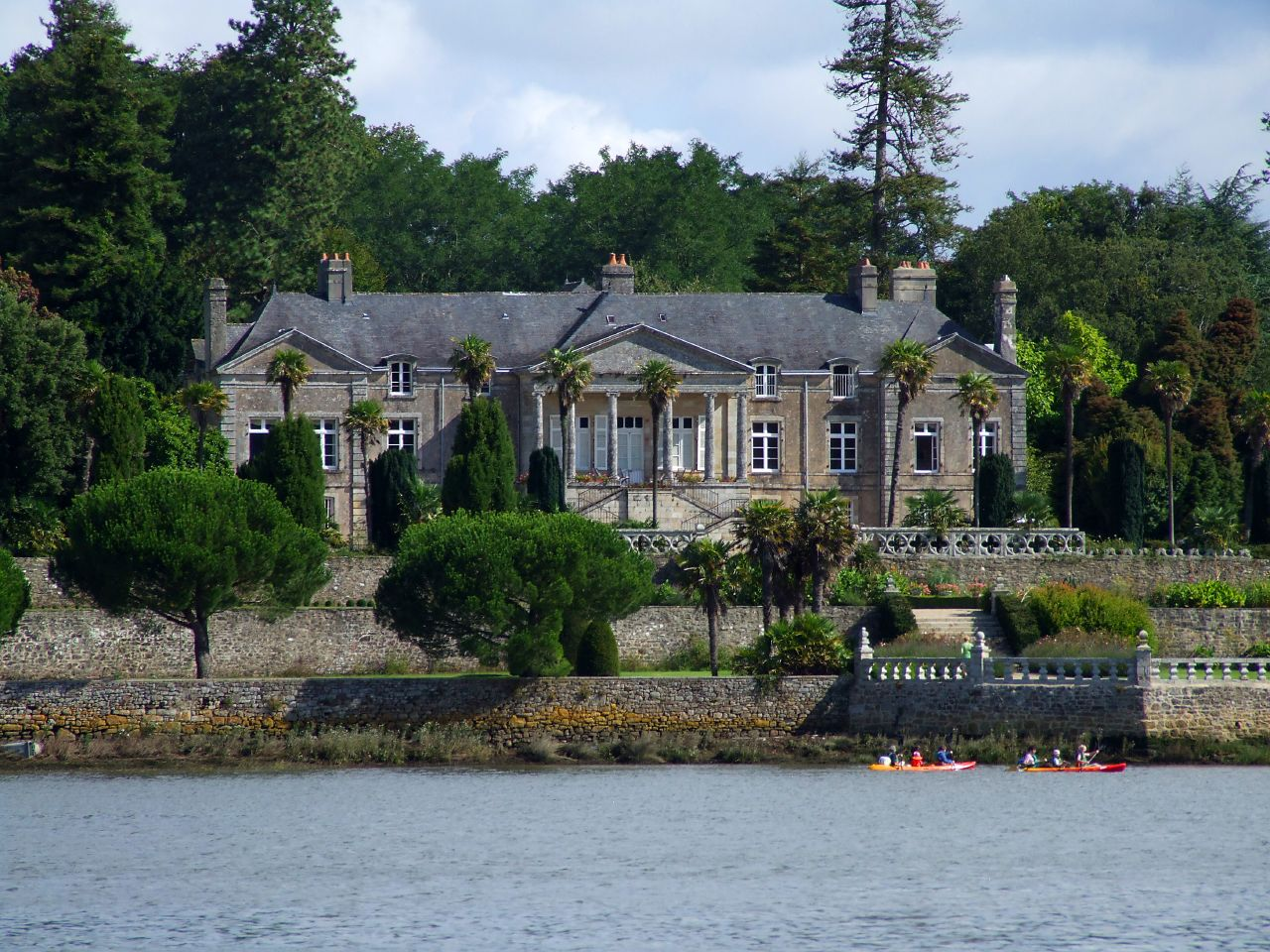
Château de Lanniron am Ufer der Odet

Das Camp de Lanniron, in das die Gefangenen am 1. Oktober 1940 verlegt wurden, befand sich auf Privatgelände am Stadtrand von Quimper (damals noch in der Gemarkung der selbständigen Gemeinde Ergué-Armel), das weitgehend zum Château de Lanniron (Lage) gehörte und zu einem kleineren Teil auch zum benachbarten Château de Poulguinan. Anfang November 1940 wurde auch das Schloss Lanniron beschlagnahmt und den deutschen Offizieren im Lager zur Verfügung gestellt.
Die Angaben auf der Webseite der Stadt Quimper über die Größe des Lagers sind nicht eindeutig. Zu Beginn existierten wohl Baracken für durchschnittlich 90 Gefangene auf einer Fläche von 20 Hektar. Das Lager wurde aber schnell erweitert und erstreckte sich Ende 1944 über eine Fläche von 90 Hektar. Eine Beschreibung des Lagers stammt von dem dort internierten Henri Martin:

„Stellen Sie sich einen großen Kastanienwald am Ufer eines Flusses vor. In der Mitte des Waldes befindet sich eine große Lichtung, die 200 m lang und ebenso breit ist. Dort hat man etwa 50 Bretterbuden gebaut, die übrigens nicht schlecht gemacht sind, 50 cm über dem Boden liegen, Fenster haben und mit Wellblech gedeckt sind. Der Nachteil von all dem ist, dass wir im Winter keinen Ofen vorgesehen haben. Wir werden dort frieren. In diesen Baracken sind etwa 120 Männer untergebracht, die alle eng aneinander gedrängt sind. Es versteht sich von selbst, dass sich rund um das Lager zwei Reihen Stacheldraht befinden, die 3 m hoch sind, und vor diesen beiden Reihen zwei weitere, die 1,50 m hoch sind und noch enger stehen. Außerdem gibt es an allen vier Ecken des Lagers 10 m hohe Wachtürme aus Brettern mit Innentreppen, die es den Wächtern ermöglichen, Maschinengewehre aufzustellen und das Gelände gut zu überwachen....das ist gut gemacht, um nicht herauszukommen.“

Wer im Camp de Lanniron/Frontstalag 135 interniert war, ist auf einer 2010 eingeweihten Gedenktafel auf dem ehemaligen Lagergelände festgehalten:
| À la mémoire des Prisonniers de Guerre de Lanniron, FrontStalag 135 En ce lieu durant la Seconde Guerre mondiale, les autorités militaires allemandes ont détenu comme prisonniers de guerre plus de 2 000 soldats métropolitains et 7746 soldats issus des colonies françaises d’Afrique et d’Asie. Après la Libération de Quimper, le 8 août 1944, 3853 Prisonniers de guerre allemands y furent internés. Le camp de prisonniers de Lanniron a été démantelé en juin 1946. Cette stèle a été inaugurée le 18 mai 2010 en présence de Bernard Poignant, maire de Quimper, et Pascal Mailhos, préfet du Finistère. | Zum Gedenken an die Kriegsgefangenen von Lanniron, FrontStalag 135 An diesem Ort hielten die deutschen Militärbehörden während des Zweiten Weltkriegs über 2 000 Soldaten aus dem Mutterland und 7746 Soldaten aus den französischen Kolonien in Afrika und Asien als Kriegsgefangene fest. Nach der Befreiung von Quimper am 8. August 1944 wurden dort 3853 deutsche Kriegsgefangene interniert. Das Gefangenenlager Lanniron wurde im Juni 1946 aufgelöst. Die Stele wurde am 18. Mai 2010 in Anwesenheit von Bernard Poignant, Bürgermeister von Quimper, und Pascal Mailhos, Präfekt des Finistère, eingeweiht. |

Die Inschrift auf der Stele sorgte für Kontroversen, insbesondere wegen der Zahl der Soldaten aus den Kolonien. Die Historikerin Armelle Mabon hält sie für zu niedrig, auch wenn sie aus einem Bericht des Roten Kreuzes vom Mai 1941 stammen. Eine geforderte Überarbeitung fand allerdings bislang nicht statt. Die Tafel sagt auch nichts über die unterschiedlichen Schicksale der Internierten aus. Von denen, die im Oktober 1940 ins Camp verlegt wurden, waren im Dezember nur noch einige hundert im Lager. Der größere Teil war nach Deutschland deportiert worden. Die Zurückgebliebenen waren die Afrikaner und Asiaten, die die Deutschen aus rassistischen Gründen nicht im Reich haben wollten. Nach der Webseite der Stadt Quimper wurden am 12. Dezember 1940 fast 2.000 Häftlinge vom Bahnhof Quimper aus nach Deutschland und Österreich gebracht. Die verbliebenen „weißen“ Gefangenen seien Arbeitskommandos in Brest (700 Gefangene) und anderen Orten zugeteilt worden.
Die Quellen legen nahe, dass sich das Camp de Lanniron ab 1941 mehr und mehr zu einem reinen „Camp de Prisonniers Coloniaux“ (Lager für koloniale Gefangene) entwickelte, und bei der Stadt Quimper heißt es, dass ab Dezember 1942 die Mehrheit der im Lager Lanniron anwesenden Gefangenen aus Soldaten aus Französisch-Äquatorialafrika, Französisch-Westafrika und Nordafrika bestanden habe. Innerhalb des Lagers habe das zu einer Art Zweiteilung geführt: Auf der einen Seite befanden sich die Baracken der Kriegsgefangenen aus dem französischen Mutterland, auf der anderen Seite die Baracken der Kolonialtruppen, in denen die Soldaten nach ihren Herkunftsländern getrennt untergebracht wurden. Gestützt auf einen Bericht des Roten Kreuzes vom 28. Mai 1941 überwiegt in den Quellen die Auffassung, dass die Haftbedingungen im Camp de Lanniron weder besser noch schlechter waren, als in anderen Lagern auf französischem Territorium. Die klimatischen Bedingungen hätten sich für die Männer jedoch als hart erwiesen, da sie an mildere Temperaturen gewöhnt waren, und das dürfte vor allem angesichts der ihnen abverlangten Arbeiten relevant gewesen sein: Sie mussten Zwangsarbeit auf Bauernhöfen, an Eisenbahnstrecken und in Rüstungsbetrieben leisten. 1949 habe es 79 Arbeitskommandos mit Männern aus dem Camp gegeben. Der Arbeitstag betrug normalerweise 8 Stunden pro Tag, zuzüglich der Zeiten für die Wege zu und von einer Baustelle.
Die Situation zwischen den verbliebenen „weissen“ Gefangenen Soldaten aus dem französischen Mutterland und den Kolonialsoldaten verschärfte sich, als infolge des Russlandfeldzugs die deutschen Bewacher des Camps abgezogen wurden. Die Deutschen die übertrugen fortan die Bewachung der kolonialen Gefangenenlager französischen Soldaten, wodurch diese zu Bewachern ihrer ehemaligen Waffenbrüder wurden.
Es gibt kein genauen Angaben darüber, wie lange das „Camp de Prisonniers Coloniaux“ bestanden hat. Aufgelöst wurde es vermutlich im Zuge der Libération de la France nach dem 8. August 1944. Über das Schicksal der Gefangenen, von denen sich einige der Résistance anschlossen, heißt es auf der Webseite der Stadt Quimper:

„Frankreich, das seine Souveränität wiedererlangt hat, schickt sie nach Hause, ohne Zeremonie, fast ohne Bedauern. Es ist die Zeit des Vergessens in einem Land, das in Trümmern liegt und wieder aufgebaut werden muss, während sich weiter östlich mit dem Vorrücken der alliierten Truppen in Deutschland und Polen weitere Lager ganz anderer Art öffnen, in denen die Gespenster ihr Unwesen treiben.“

### Quimper im Zweiten Weltkrieg

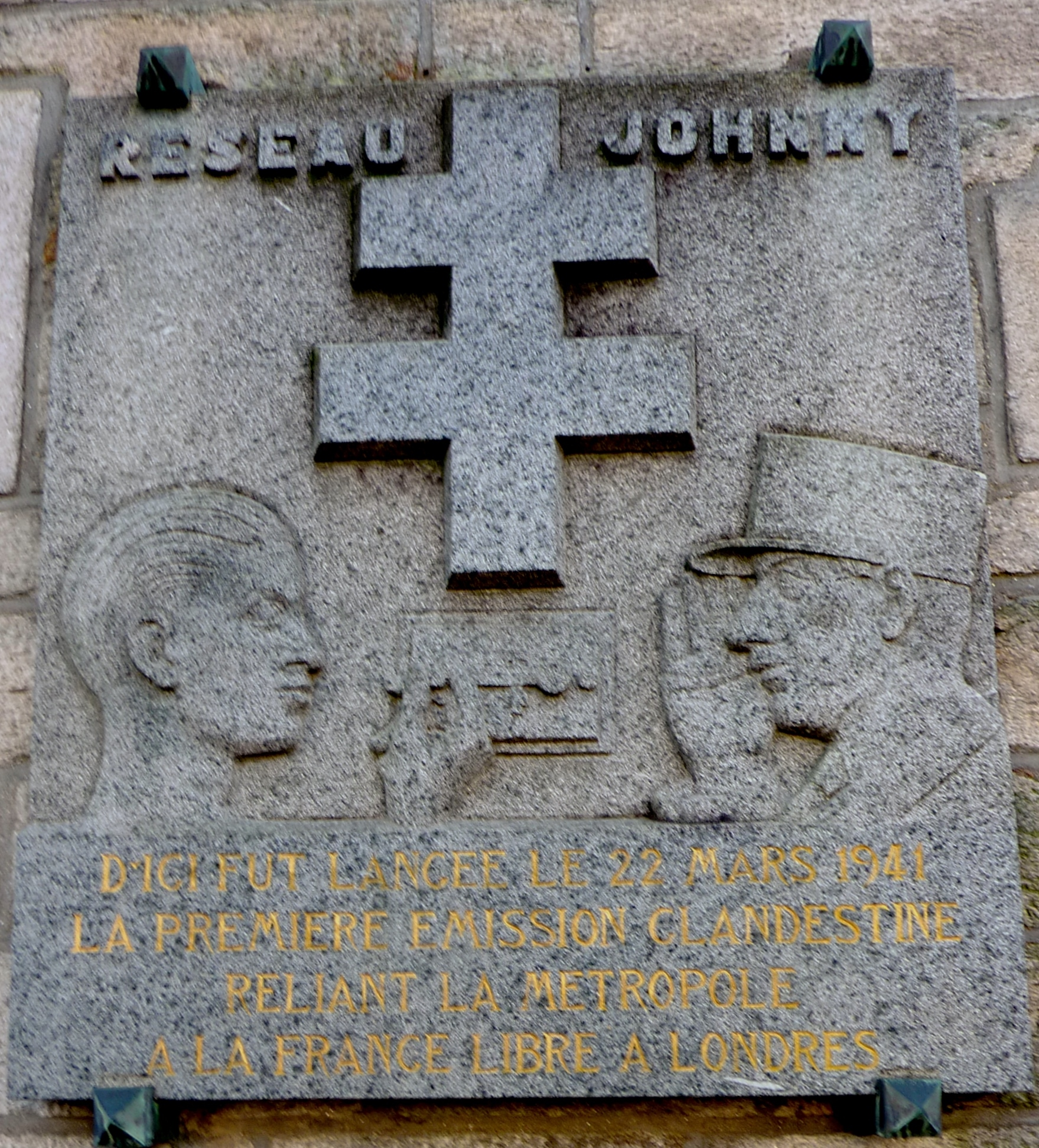
Gedenktafel zum Gedenken an die erste geheime Radiosendung des Johnny-Netzwerks nach London

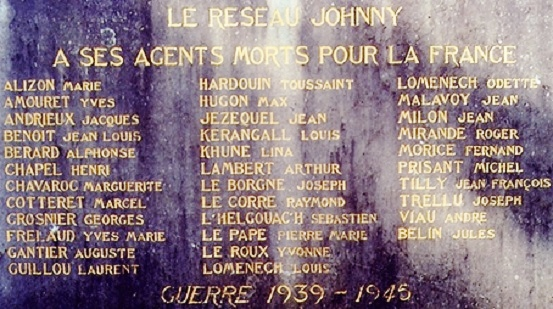
Gedenktafel mit den Namen der getöteten Angehörigen des Johnny-Netzwerks

Die Besetzung der Stadt durch die Deutschen und das Camp de Lanniron markieren die eine Seite der Geschichte der Stadt während des Zweiten Weltkriegs. Für die andere Seite steht der Widerstand gegen die Besatzer. „Quimper war eine Hochburg der Résistance.“ Im März 1941 wurde das Réseau Johnny gegründet, ein Netzwerk von Widerstandskämpfern, das von Quimper aus geheime Nachrichten nach London sendete.
1941 kam es aber auch zu einer ersten Hinrichtung eines Widerstandskämpfers. Eric Tixier (* 30. Oktober 1902), Kommunist, Sekretär der Metallgewerkschaft in Quimper und ein Widerstandskämpfer der ersten Stunde, wurde zum Tode verurteilt und am 20. September 1941 in der Region Paris hingerichtet. An der Avenue de la Libération ist heute ein Kreisverkehr nach ihm benannt. (Lage) Ein weiterer Widerstandskämpfer, Pierre Jolivet, Angehöriger der Francs-tireurs et partisans, wurde am 5. Juni 1942 in Quimper von den Deutschen erschossen. Die Allee Pierre Jolivet ist nach ihm benannt. (Lage) 
Théophile Malo Corret de la Tour d’Auvergne (1743-1800) ist in Quimper eine der am meisten geehrten Persönlichkeiten. Nach ihm ist eine Straße, ein Platz, die oben schon erwähnte Kaserne und eine Schule benannt, deren Vorgängerin La Tour d’Auvergne einst selber besuchte. Die 1908 auf der Place de la Tour d'Auvergne (Lage) eingeweihte Statue de La Tour d’Auvergne, eine 1.516 Kilogramm schwere Bronzestatue zu seinen Ehren und der der Gefallenen für das Vaterland (monument aux morts pour la Patrie et à La Tour d’Auvergne) wurde 1942 von den Deutschen entfernt und eingeschmolzen. Nach der Befreiung schenkte der Staat der Stadt Quimper als Ersatz ein Denkmal aus Granit, das erst 1958 aufgestellt wurde.

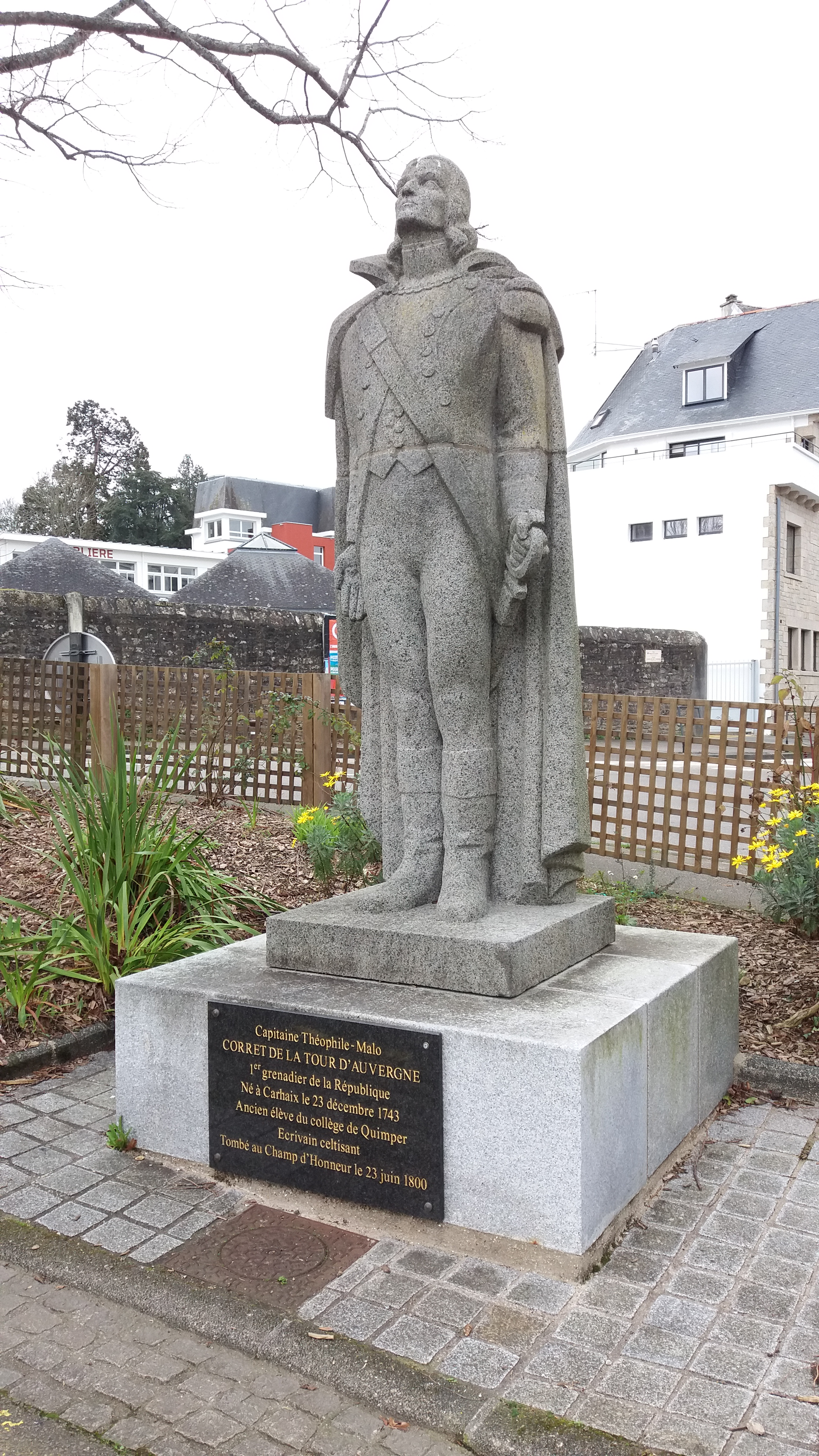
Die neue Statue für La Tour d'Auvergne

Das heutige Collège La Tour d’Auvergne (Lage), zur Zeit seines Namensgebers bereits seit 1621 ein Jesuiten-Kolleg, war während der Zeit der Besatzung ein Zentrum des Widerstands gegen die Deutschen, in dem sich viele Lehrer und Schüler engagierten. Bereits im Juni 1940 setzten sich zwei Schüler nach Großbritannien ab, um sich dort den Forces françaises de l’intérieur (FFI) anzuschließen, während an der Schule selbst begonnen wurde, Flugblätter und Zeitungen zu verteilen. Ab 1942 begann dann die Organisation von Widerstandsgruppen.
Die Schule war zu zwei Dritteln von den Deutschen besetzt, doch im Sommer 1943 etablierte sich hier eine aus etwa 15 Schülern bestehende Gruppe, die direkte Aktionen gegen die Besatzer organisierte. Sieben ihrer Mitglieder kamen im Untergrund oder bei der Deportation ums Leben. Die Schule war geheimer Treffpunkt wichtiger Führer des Widerstands und Lagerplatz für Waffen und Materialien, die für Sabotageakte benötigt wurden. In den Monaten April und März 1944 wurde im Chemielabor der Schule von einer Aktivistin, die von einem alliierten Flugzeug mit dem Fallschirm abgesetzt worden war, zusammen mit dem Physiklehrer Kurse für Schüler organisiert, um diese zu befähigen, mit Sprengstoffen umzugehen. Ziel war es, Anschläge auf Bahnanlagen zu verüben.

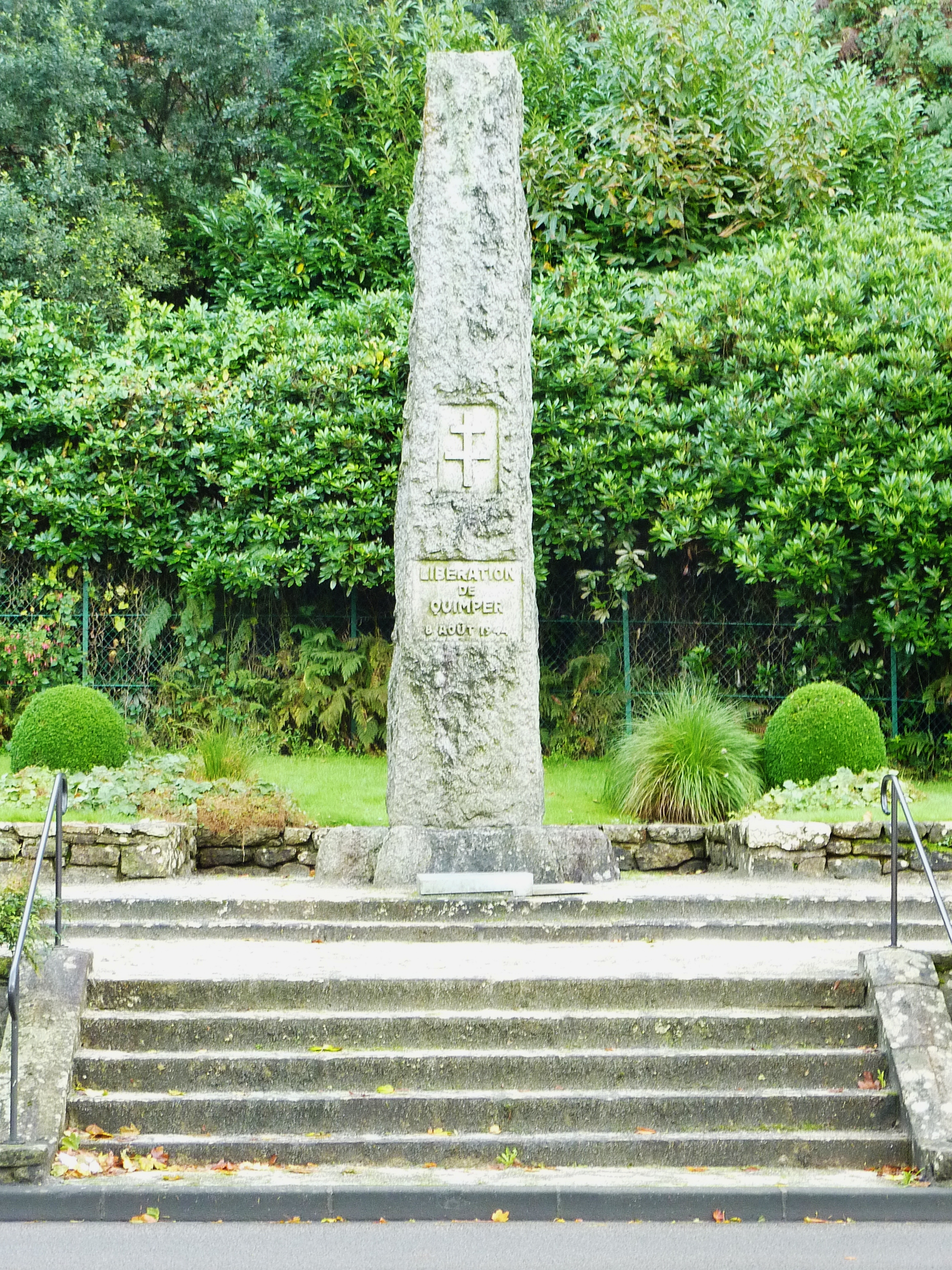
Denkmal zum Gedenken an die Befreiung Quimpers

Wie durch ein Wunder blieb vieles, was an der Schule passierte, den Besatzern verborgen. Doch es kam auch zu Verhaftungen durch die Gestapo. Der Sohn des stellvertretenden Bürgermeisters von Plozévet wurde in der Schule verhaftet, fünf weitere zu Hause. Drei von ihnen gelang es, während ihrer Deportation nach Deutschland zu fliehen und sich wieder dem bewaffneten Widerstand anzuschließen; zwei weitere überlebten die Deportation nach Deutschland nicht.

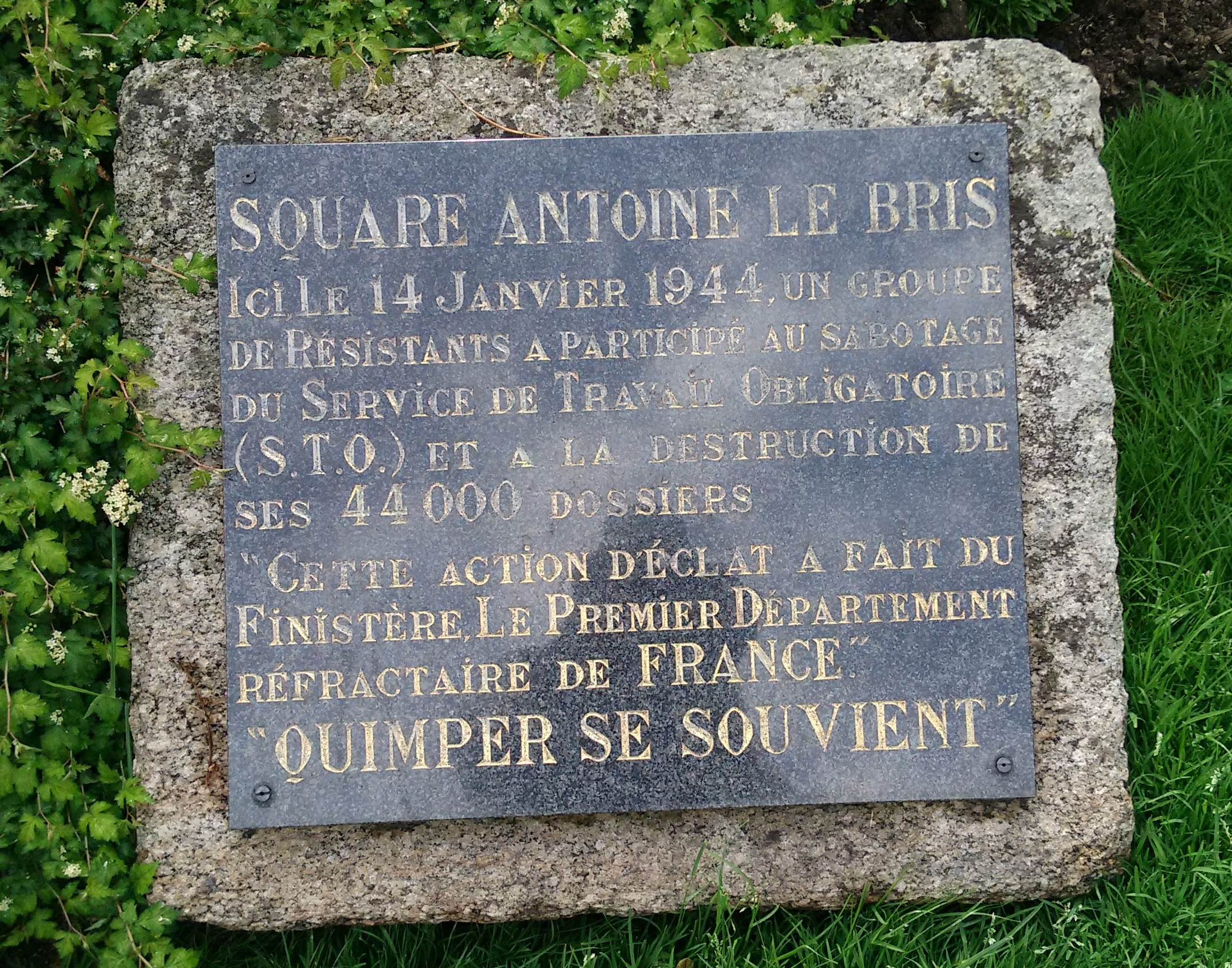
Stele zur Erinnerung an Antoine Le Bris und die Sabotage der STO am 14. Januar 1944

Am 14. Januar 1944 drangen Mitglieder der Résistance in das örtliche Büro des Service du travail obligatoire (STO) ein. Es gelang ihnen, „44.000 Unterlagen über die STO-Zwangsarbeiter zu entwenden, in Kartoffelsäcken wegzutragen und zu vernichten“.
Vom 4. bis 8. August 1944 umzingelten rund 900 Widerstandskämpfer aus unterschiedlichen Organisation in einer gemeinsamen Aktion die noch von der Wehrmacht besetzte Stadt und befreiten sie. Quimper war die erste bretonische Gemeinde, die ohne Hilfe der Alliierten befreit wurde.

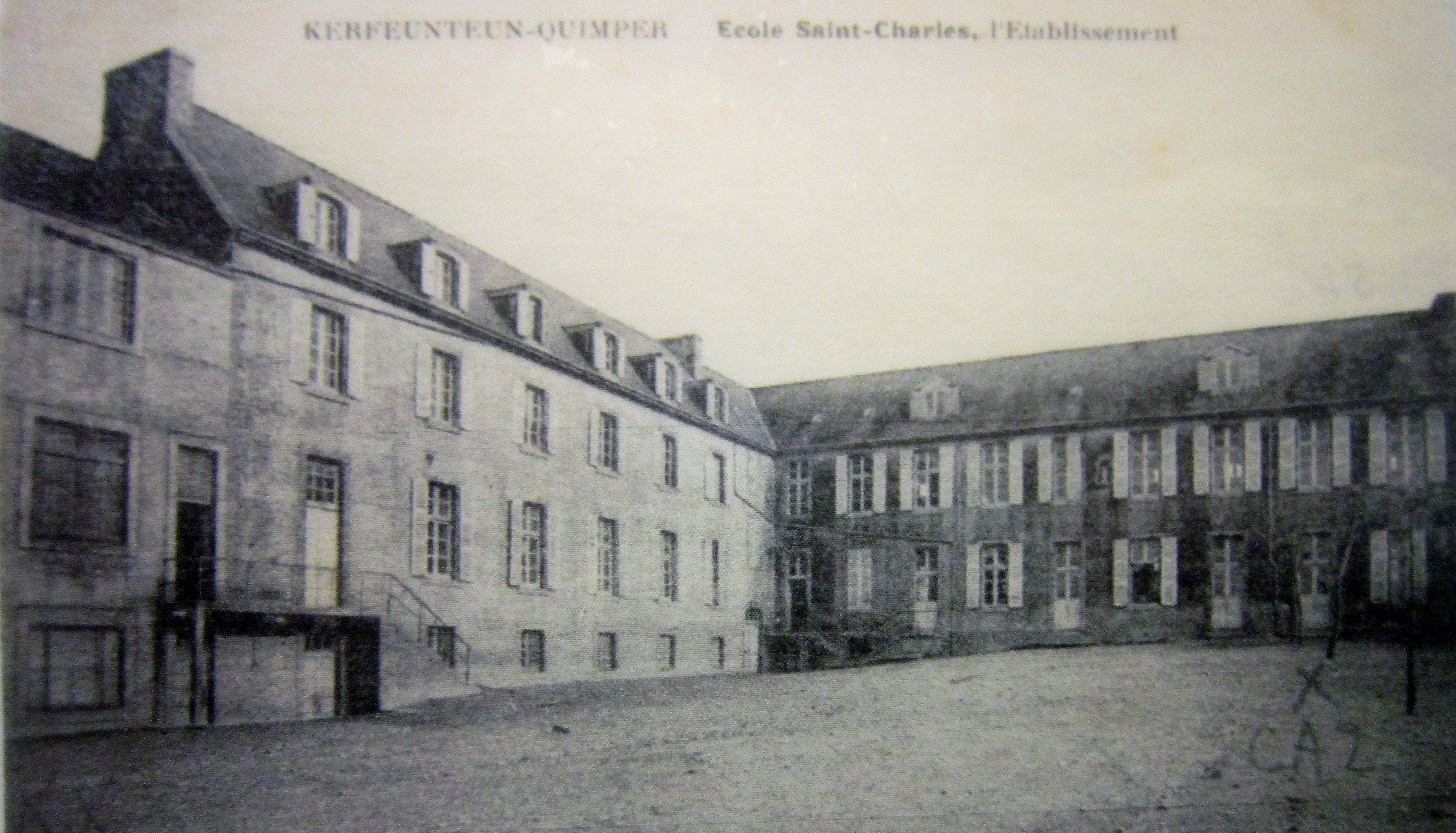
Das ehemalige Gebäude der Ecole Saint-Charles

#### Das Nazi-Gefängnis in der École Saint-Charles
Die 1910 im Stadtteil Kerfeunteun erbaute und 1912 um ein Internat erweiterte Saint-Charles-Schule wurde bereits im Ersten Weltkrieg für militärische Zwecke genutzt. Das wiederholte sich zu Beginn des Drôle de guerre. Zunächst wurden Truppen in der Schule stationiert, dann wurde sie ein Militärkrankenhaus.
Nach der Niederlage Frankreichs errichteten die Deutschen in der Schule ein Gefangenenlager für französische Soldaten. Wiederum waren es hauptsächlich Kolonialfranzosen, Marokkaner und Algerier, die hier untergebracht wurden. Zwischen 1941 und 1943 war die Schule dann eine Untersuchungshaftanstalt für deutsche Soldaten, die wegen Meuterei oder Fahnenflucht angeklagt worden waren.
Ende 1943 wurde die Schule auch baulich in ein Gefängnis verwandelt.

„Ende 1943 werden an der Schule umfangreiche Arbeiten durchgeführt, um sie in ein Gefängnis umzuwandeln: Die Bodenbeläge werden durch Beton ersetzt, Zellen geschaffen und die Fenster zugemauert. Am 10. Oktober 1943 werden die ersten Insassinnen in die Gefängnisse eingeliefert, 13 Frauen aus dem Arrestgebäude Mesgloaguen, dem alten Gefängnis von Quimper. Von diesem Zeitpunkt an werden die Feldgendarmerie und die Gestapo die verhafteten Widerstandskämpfer hier inhaftieren. Viele von ihnen verbringen einen Aufenthalt hier, bevor sie deportiert oder hingerichtet werden.“

Die Saint-Charles-Schule war zu einem Durchgangslager für Widerstandskämpfer aus dem Süd-Finistère geworden, bevor diese an andere Orte verlegt oder deportiert wurden. Schätzungen gehen davon aus, dass zwischen Oktober 1943 und August 1944 2.000 bis 3.000 Personen das Gefängnis passierten. Genaue Zahlen liegen nicht vor, da die Gestapo vor ihrem Abzug die Akten vernichtete.
In der Osterwoche 1944 gab es einen erfolglosen Versuch der Résistance, die Gefangenen zu befreien. Die endgültige Befreiung erfolgte am Morgen des 8. August 1944. Die Deutschen überließen die Schlüssel zu den Zellen einer Mitarbeiterin des Roten Kreuzes und zogen ab, nachdem sie noch durch Sprengung von Munition für Angst und Verunsicherung gesorgt hatten.
Aus dem Gestapo-Gefängnis für Widerstandskämpfer wurde nach der Befreiung ein Gefängnis für Franzosen, die der Kollaboration überführt oder verdächtigt worden waren. Diese Nutzung der Gebäude dauerte bis zum 10. November 1945. Die Schule konnte jedoch erst nach Instandsetzungsarbeiten am 4. November 1946 ihren Betrieb wieder aufnehmen.

### Deutsche Kriegsgefangene im Camp de Lanniron
Wie beim Gefängnis in der Saint-Charles-Schule endete auch die Geschichte des Camp de Lanniron nicht mit der Befreiung Frankreichs. Es wurde von nun an zum Internierungslager für deutsche Soldaten, die von der Résistance und den Streitkräften der US-Army gefangen genommen oder den französischen Behörden übergeben wurden.
Vermutet wird, dass die Haftbedingungen für die deutschen Soldaten härter waren als die der zuvor hier internierten Kolonialsoldaten. Im Sommer 1944 gab es mehrere Fälle von Misshandlungen von Kriegsgefangenen durch Wachleute aus den Reihen der Résistance, und mindestens 39 deutsche Soldaten überlebten die Gefangenschaft im Lager Lanniron nicht.
Am 15. September 1945 besuchten Vertreter des Internationalen Roten Kreuzes das Camp de Lanniron. Zu diesem Zeitpunkt waren dort etwa 3.853 deutsche Soldaten interniert. Sie wurden bei der Räumung von Ruinen, bei der Minenräumung an Stränden und in ehemaligen Kampfgebieten oder bei der Feldarbeit auf umliegenden Bauernhöfen eingesetzt. Es gab Berichte über fehlende Kleidung für die Gefangenen, über schlechtes Essen und über Ungezieferbefall.
Anfang 1946 verließen die letzten Gefangenen das Camp de Lanniron, das Ende Mai/Anfang Juni endgültig geschlossen wurde. Am 29. Juni 1946 hoben die französischen Militärbehörden die Beschlagnahme des Landes auf und übergaben das Gelände seinen früheren Eigentümern. Da die Baracken bald abgebaut wurden, blieb kaum ein Erinnerungsstück an das Camp erhalten.

„Der Schatten der etwa 8.000 französischen Kolonialsoldaten, der ausgebeuteten und oft verachteten ausländischen Arbeitskräfte, aber auch der Tausender deutscher Gefangener, die ebenfalls oft schlecht behandelt wurden, scheint unter den friedlichen Kastanienwäldern von Lanniron verschwunden zu sein und wurde von der Freude über die Befreiung schnell verdrängt.“

## Bevölkerungsentwicklung
| Jahr                       | 1962   | 1968   | 1975   | 1982   | 1990   | 1999   | 2006   | 2017   |
| Einwohner                  | 45.989 | 52.496 | 55.977 | 56.907 | 59.437 | 63.238 | 64.902 | 62.985 |
| Quellen: Cassini und INSEE |        |        |        |        |        |        |        |        |

## Sehenswürdigkeiten
Quimper hat eine malerische Altstadt, deren Häuser zum Teil noch aus dem Mittelalter stammen und die daher ein beliebtes Touristenziel ist. Weithin sichtbar, überragen die Spitztürme der „Cathédrale Saint Corentin“ die Stadt. Der Bau im Stil der bretonischen Gotik begann bereits 1240, wurde aber erst 1856 mit der Errichtung der Kirchturmspitzen vollendet. Die Besonderheit dieser Kirche ist der nach links abknickende Chor. Man wollte wohl einer Grabkapelle ausweichen, die durch den Bau nicht abgerissen werden sollte. Eine gesicherte Erklärung für den „krummen Chor“ gibt es jedoch nicht. Es kann sich auch um einen beabsichtigten Knick in der Gebäudeachse handeln. Stadtpfarrkirche ist die Kirche St-Mathieu. Im Ortsteil Locmaria befindet sich die Benediktinerinnen-Prioratskirche Notre-Dame aus dem 11. Jahrhundert.

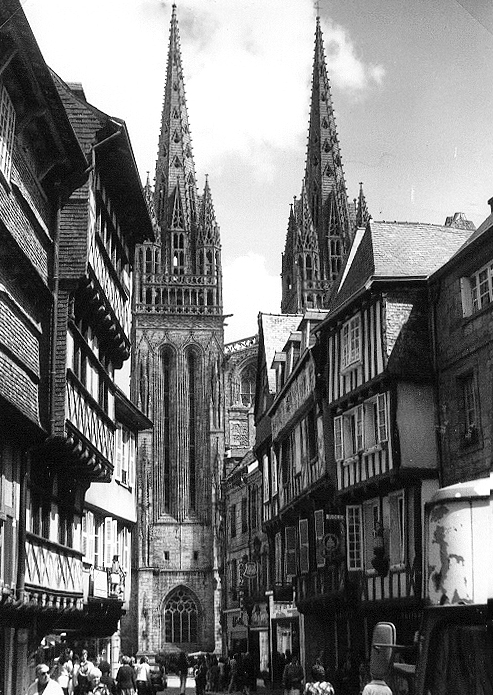
Cathédrale St. Corentin
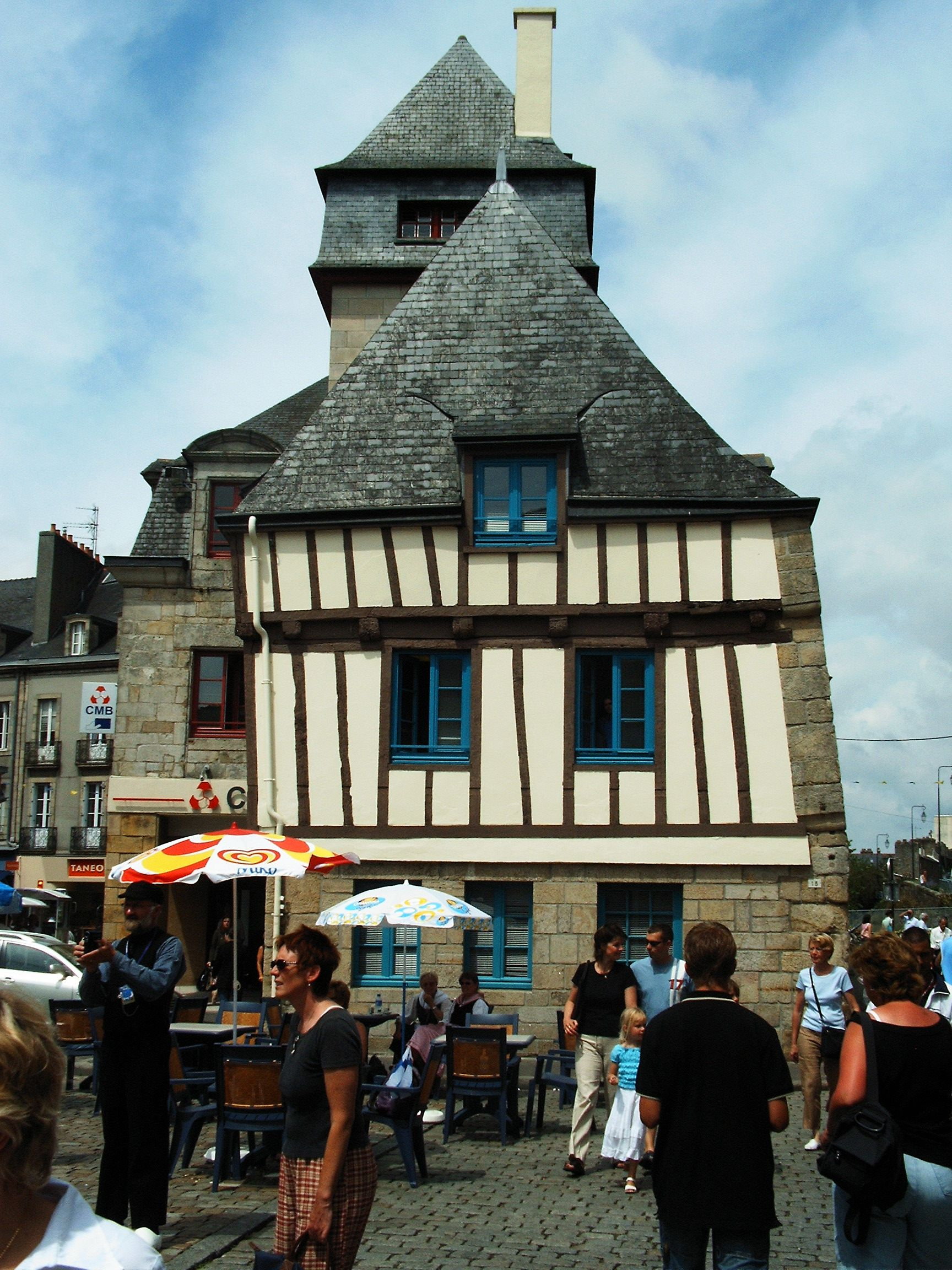
Altstadt von Quimper
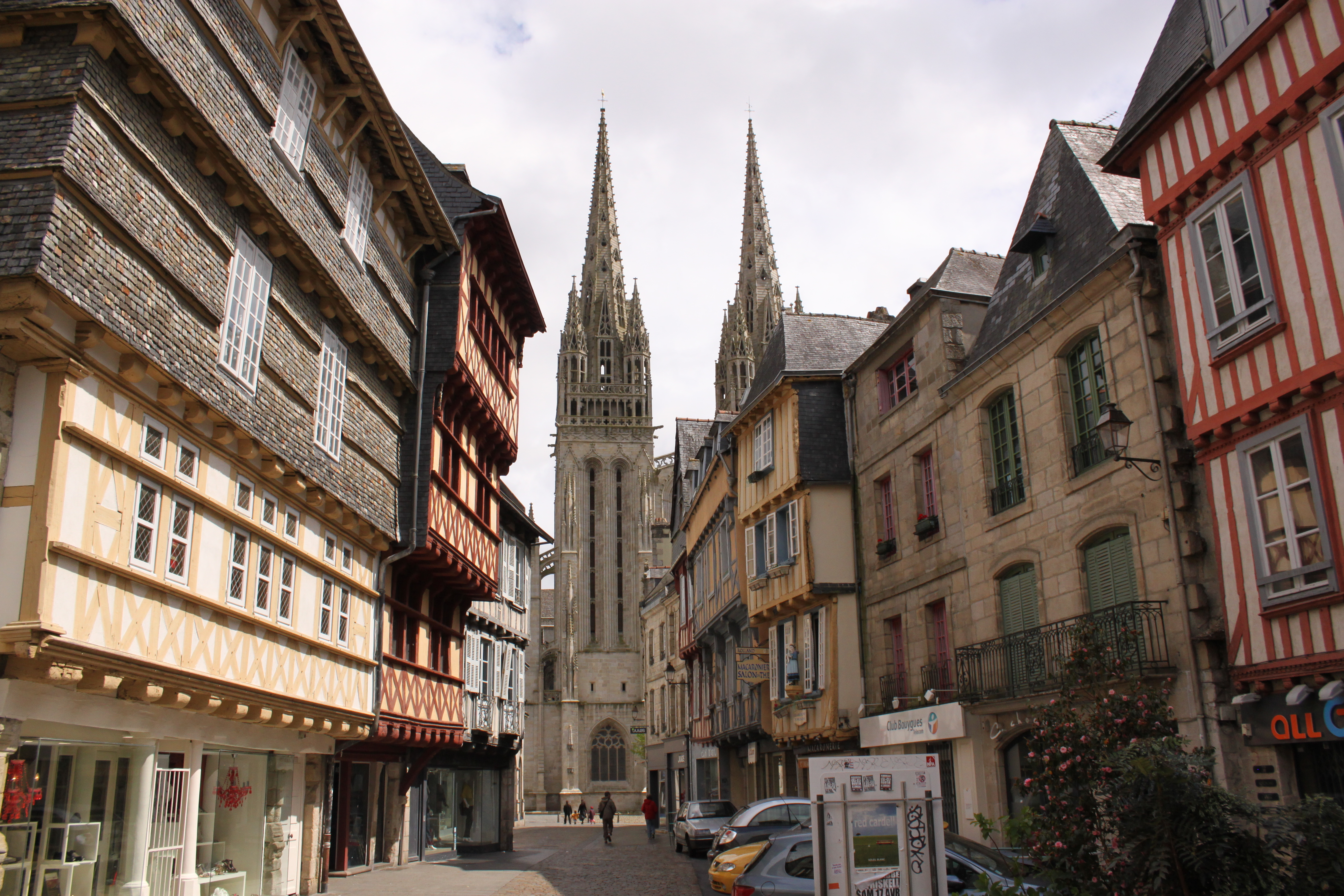
Cathédrale St. Corentin 2010
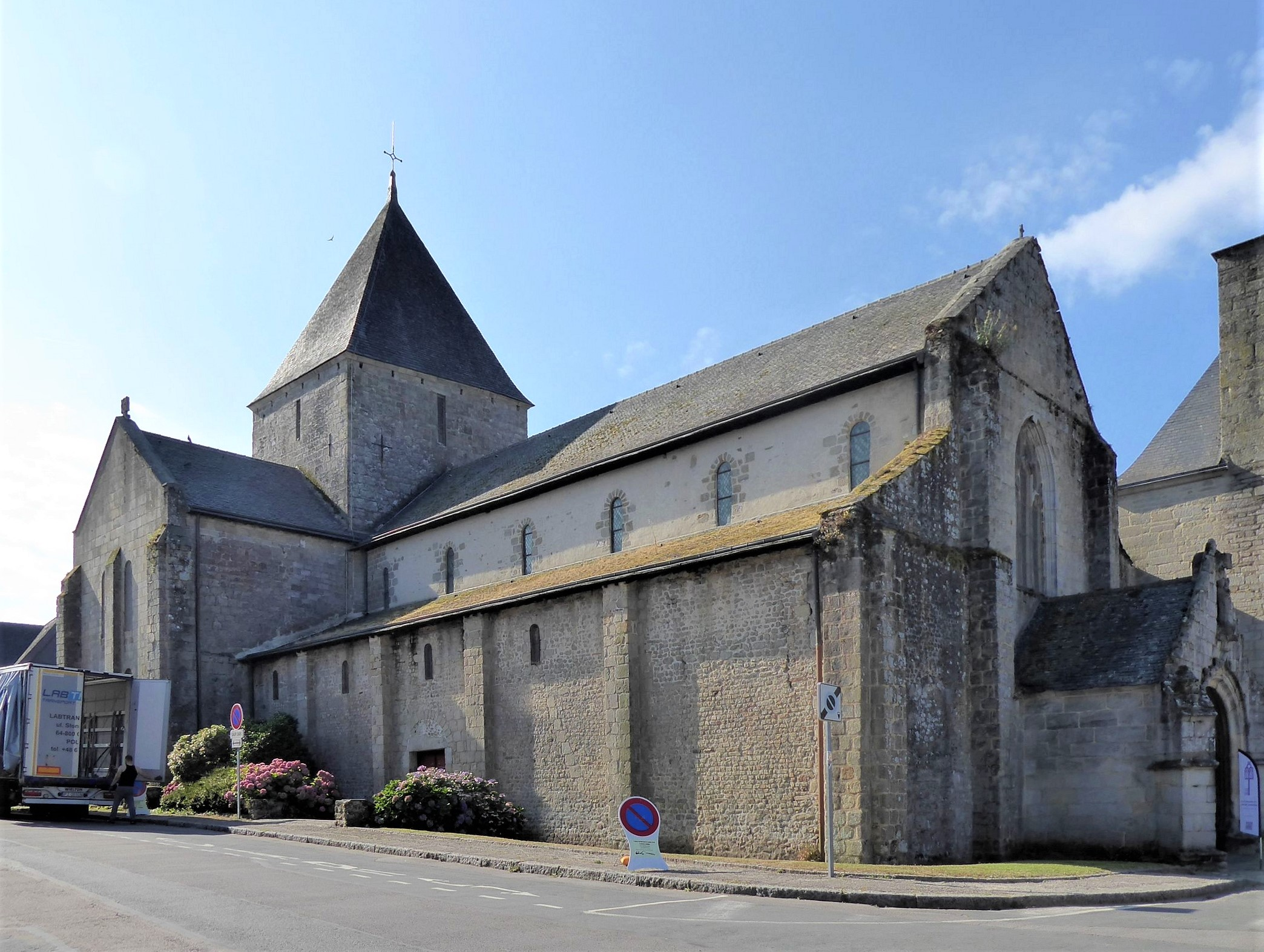
Kirche Notre-Dame

In der Innenstadt befinden sich auch Fachwerkhäuser aus dem 16. und 17. Jahrhundert, wie Maison 14 rue Kéréon, Maison des Cariatides und Maison 19 place Terre-au-Duc. Darüber hinaus bestehen Denkmäler, so das René-Laennec und das Jean-Moulin-Denkmal. Die aus dem 19. Jahrhundert stammende Chapelle de la Providence wurde zum Veranstaltungsraum umgenutzt. In der Altstadt steht auch die seit 1847 genutzte Protestantische Kirche von Quimper.

## Verkehr

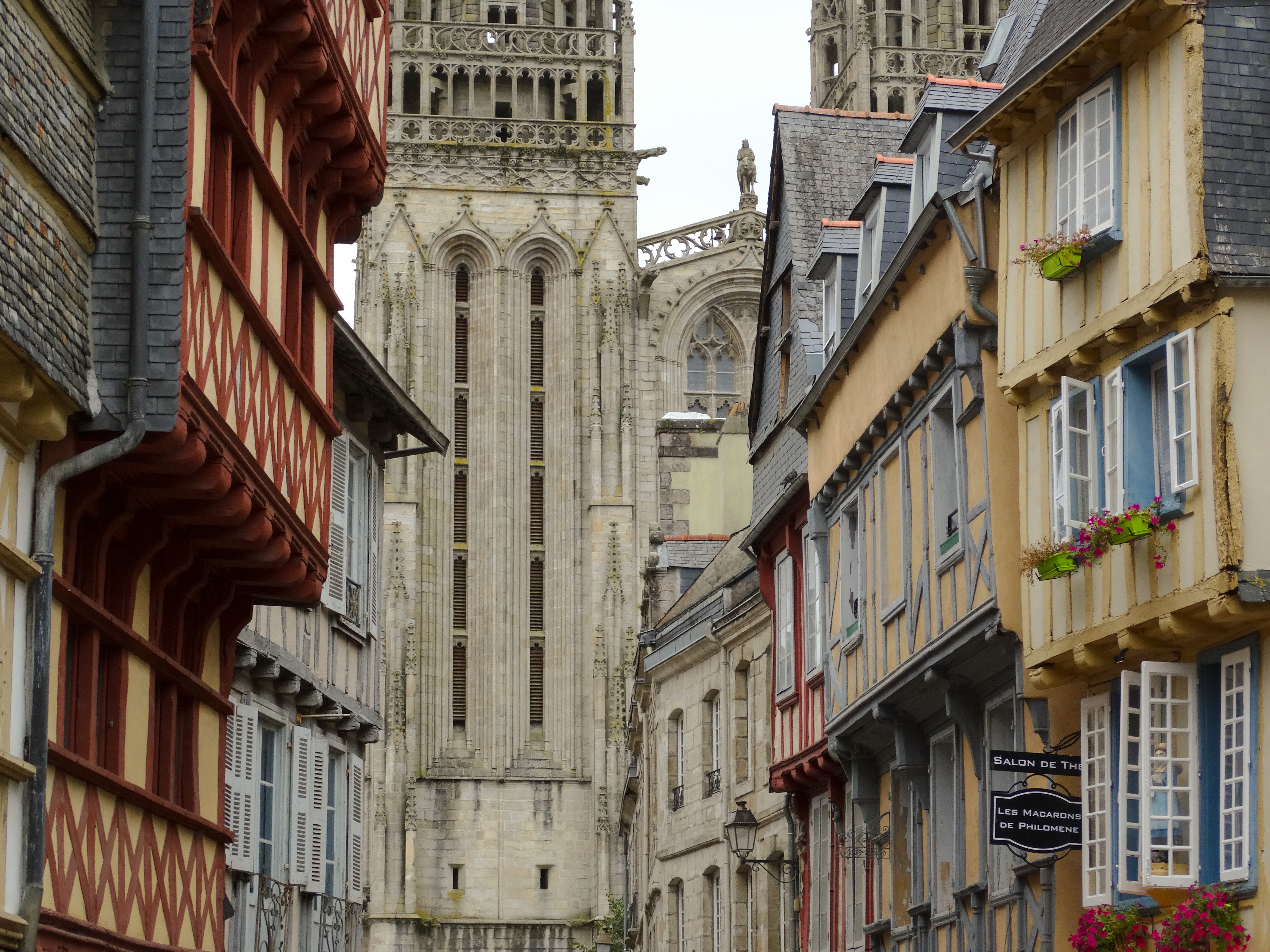
Rue Kéréon im Zentrum von Quimper mit Blick auf die Kathedrale St. Corentin

Die Route nationale 165 verbindet Quimper mit den Hafenstädten Brest im Nordwesten und Nantes im Südosten. Acht Kilometer westlich der Stadt liegt der Flughafen Quimper-Cornouaille. Der Bahnhof Quimper an der Strecke Savenay–Landerneau ist Endpunkt von TGV-Zügen aus Paris.

## Sport
Bekanntester Sportverein der Stadt ist der über 100 Jahre lang als Stade Quimpérois bekannte Quimper Kerfeunteun FC. Seine Männerfußballmannschaft spielte fast zwei Jahrzehnte lang in der zweithöchsten französischen Liga. Das Frauenteam gehörte kurzzeitig der höchsten Spielklasse an.

## Kultur
Quimper hat mehrere Theater und Museen, unter anderem
- das Théâtre de Cornouaille,
- das Théâtre Max Jacob,
- das Musée des Beaux-Arts de Quimper,
- Musée Départemental Breton.

Mit Unterbrechungen seit 1923 findet in der Innenstadt jedes Jahr im späten Juli das Festival de Cornouaille statt, ein mehrtägiges Musik- und Tanzfest. Zudem ist Quimper die Heimat der erfolgreichsten bretonischen Pfeifer-Gruppe, der Bagad Kemper.

## Partnerstädte
- Rumänien: Sântămăria-Orlea
- Spanien: Ourense
- Deutschland: Remscheid[35]
- Irland: Limerick

## Persönlichkeiten
- Jean Hardouin (1646–1729), Jesuit, Philologe und Theologe
- Guillaume-Hyacinthe Bougeant (1690–1743), Jesuit, Theologe, Historiker, Dramatiker und Polemist
- René Laënnec (1781–1826), Arzt und Erfinder des Stethoskops
- Émile Lemoine (1840–1912), Mathematiker und Ingenieur
- Léon Joubert (1851–1928), Landschaftsmaler
- Max Jacob (1876–1944), Dichter, Maler und Schriftsteller
- Victor Pierre Le Gorgeu (1881–1963), Politiker und Résistant
- Corentin Louis Kervran (1901–1983), Wissenschaftler
- Charles Hernu (1923–1990), Politiker
- François Caradec (1924–2008), Biograph, Lexikograf und Schriftsteller
- Jacques de la Villeglé (1926–2022), Künstler und Mitbegründer des Nouveau Réalisme
- Monique Boué (1928–2021), Turnerin
- Catherine Colliot-Thélène (1950–2022), Philosophin
- Jean Le Cam (* 1959), Segler
- Thierry Bolloré (* 1963), Manager
- Jean-François Le Corre (* 1965), Filmproduzent
- Corinne Erhel (1967–2017), Politikerin
- Ronan & Erwan Bouroullec (* 1971 und 1976), Künstlergeschwisterpaar
- Sophie Alour (* 1974), Jazzmusikerin
- Alban Darche (* 1974), Jazzmusiker
- Maxence Idesheim (* 1974), Snowboarder
- Jessica Cérival (* 1982), Kugelstoßerin
- Diane Fleri (* 1983), italienisch-französische Schauspielerin
- Vincent Le Goff (* 1989), Fußballspieler
- Florian Le Joncour (* 1995), Fußballspieler

## Heilige und Schutzpatrone der Stadt
Über den Corentinus, den Schutzpatron der Stadt, gibt es zahlreiche Wundergeschichten. Bekannt ist vor allem die von der Fischmahlzeit, ein Gleichnis auf die Unerschöpflichkeit des Meeres als Nahrungsspender: Täglich schwamm dem anspruchslosen Heiligen ein Fisch zu, von dem er nur so viel verspeiste, dass er satt wurde. Den angenagten Rest warf er ins Wasser zurück, und am nächsten Tag war der Fisch wieder heil und bot sich erneut zum Verzehr.